# Косьцежин-Мали
Косьцежин-Мали (пол. Kościerzyn Mały, нім. Schönfelde, Kreis Wirsitz) — село в Польщі, у гміні Лобжениця Пільського повіту Великопольського воєводства.
Населення — 319 осіб (2011).
У 1975-1998 роках село належало до Пільського воєводства.

## Демографія
Демографічна структура станом на 31 березня 2011 року:
|          | Загалом | Допрацездатний вік | Працездатний вік | Постпрацездатний вік |
| -------- | ------- | ------------------ | ---------------- | -------------------- |
| Чоловіки | 168     | 39                 | 119              | 10                   |
| Жінки    | 151     | 36                 | 83               | 32                   |
| Разом    | 319     | 75                 | 202              | 42                   |